# 苏泽群

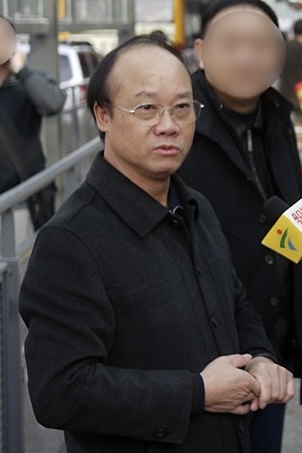
2010年的苏泽群

苏泽群（1953年1月—），男，汉族，广东中山人，前中华人民共和国政治人物。
1971年8月參加工作，1975年2月加入中國共產黨。1987年开始担任时任广东省委书记林若的秘书，1990年任省委政策研究室副主任，1991年任珠海市委常委，1997年任江門市委副書記、市長；1999年調任江蘇省，任揚州市委副書記、市長。2001年調回廣東省，先後任職廣州市政府黨組成員、副市長，廣州市委常委，廣州市政府黨組副書記、常務副市長，第九届全国人大代表。2014年12月退休。
2020年8月22日，因涉嫌严重违纪违法，接受广东省纪委监委纪律审查和监察调查。2021年2月7日，遭到开除党籍处分。同年4月，因“在担任广州市副市长、常务副市长期间，利用职务上的便利，为他人谋取利益，非法收受他人财物，数额特别巨大”，被提起公诉。